# Frederik Willems
Frederik Willems (født 8. september 1979 i Eeklo) er en belgisk tidligere professionel cykelrytter.